# Acryptolaria patagonica
Acryptolaria patagonica är en nässeldjursart som beskrevs av El Beshbeeshy 1991. Acryptolaria patagonica ingår i släktet Acryptolaria och familjen Lafoeidae. Inga underarter finns listade i Catalogue of Life.